# Felip Pedrell
Felip (Felipe) Pedrell (1841-1922) là nhà soạn nhạc nhà lý luận, người sưu tầm dân ca, nhà sư phạm người Tây Ban Nha

## Cuộc đời và sự nghiệp
Felip Pedrell học âm nhạc khi hát trong hợp xướng trẻ em Nhà thờ lớn Tortosa, sau đó tự học tiếp. Trong các năm 1873-1874, Pedrell chỉ huy một vở operetta tại Barcelona. Từ năm 1877 đến năm 1882, ông sống tại Paris. Năm 1882, ông trở lại Barcelona. Năm 1894, ông chuyển về Madrid, dạy học tại Nhạc viện Madrid từ năm 1895 đến năm 1903.

## Phong cách âm nhạc
Felip Pedrell là một trong những người sáng lập trường phái sáng tác mới và công tác nghiên cứu lý luận đương đại cho Tây Ban Nha.

## Các sáng tác
Felip Pedrell đã viết nhiều vở opera, tác phẩm cho dàn nhạc giao hưởng và tác phẩm âm nhạc nhà thờ.